# 聖馬太大學
聖馬太大學（英語：St. Matthew's University，缩写为SMU）是一所位於開曼群島大開曼的盈利性大學。有授予醫學士（MD）和獸醫學士（DVM）的資格。已受到開曼群島政府的認可。但美國 和英國的一些醫學研究機構並不認可該大學的證書。

## 歷史

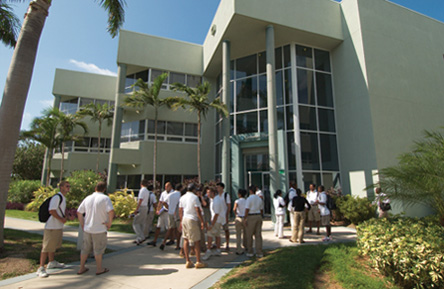
聖馬太校區

該大學1997年由美國大福克斯人Jeffrey S. Sersland創立於伯利茲，其名稱是爲了紀念其好友Matthew Uhrich。2001年因董事會決議撤銷Sersland和其妻子的職務。次年搬至開曼群島。
大學的獸醫學院（School of Veterinary Medicine）建立於2005年。

## 外部連結
- St. Matthew's University Grand Cayman Island Official University Web Site

19°20′23″N 81°22′44″W / 19.33972°N 81.37889°W